# جان تاونرو
جان تاونرو (به انگلیسی: John Townrow) بازیکن فوتبال زادهٔ ۲۸ مارس ۱۹۰۱ اهل کشور انگلستان که سابقهٔ بازی در تیم ملی فوتبال انگلستان را در کارنامهٔ خود دارد. وی در تاریخ ۴ آوریل ۱۹۲۵ نخستین بازی ملی خود را در مقابل تیم ملی فوتبال اسکاتلند انجام داد و با حضور در ۲ بازی ملی، در تاریخ ۱ مارس ۱۹۲۶ واپسین بازی ملی‌اش را در برابر تیم ملی فوتبال ولز برگزار کرد.